# ژیگا دیمتس
ژیگا دیمتس (اسلوونیایی: Žiga Dimec؛ زادهٔ ۲۰ فوریهٔ ۱۹۹۳) بازیکن بسکتبال اهل اسلوونی است.
وی در مسابقات کشوری و بین‌المللی در مجموع برندهٔ ۱ مدال طلا شده‌است.